# Кокорин, Анатолий Александрович
Анатолий Александрович Коко́рин (1921-1941) — красноармеец войск НКВД СССР, участник Великой Отечественной войны, Герой Советского Союза (1941).

## Биография
Анатолий Кокорин родился в 1921 году в городе Боровичи (ныне — Новгородская область).
После окончания школы-семилетки и медицинского техникума работал фельдшером.
В 1940 году Кокорин был призван на службу в войска НКВД СССР. С первых дней Великой Отечественной войны — на её фронтах, был санинструктором 14-го Краснознамённого мотострелкового полка НКВД 21-й мотострелковой дивизии войск НКВД Северного фронта. Отличился во время боёв в Карелии.
4 августа 1941 года советские войска вели бой с финскими частями в районе станции Хийтола Лахденпохского района. Рота, в которой служил Кокорин, была переброшена на подмогу частям, чья оборона была прорвана. Командование ротой в критический момент боя взял на себя инструктор пропаганды полка батальонный комиссар Николай Руденко. Кокорин под вражеским огнём оказывал первую помощь получившим ранения бойцам и командирам, лично относил тяжелораненых в укрытие, собирал патроны, набивал диски ручного пулемёта. Когда почти вся рота погибла в бою, Кокорин по приказу Руденко переправил тяжелораненых в более надёжное место, а сам, вернувшись на позиции, отбивал финские атаки. В том бою Руденко получил три тяжёлых ранения и потерял сознание, но выжил благодаря перевязке, сделанной Кокориным. Когда финские солдаты прорвались на позиции, Кокорин подорвал себя гранатой вместе с ними. Ночью того же дня пришедший в себя Руденко похоронил Кокорина на месте боя. В настоящее время его могила утрачена.
Указом Президиума Верховного Совета СССР «О присвоении звания Героя Советского Союза начальствующему и рядовому составу войск НКВД СССР» от 26 августа 1941 года за «образцовое выполнение боевых заданий командования на фронте борьбы с германским фашизмом и проявленные при этом отвагу и геройство» посмертно удостоен высокого звания Героя Советского Союза. Также посмертно был награждён орденом Ленина.

## Память
- В честь Кокорина названа улица и медицинское училище в Боровичах[1].